# Активные мероприятия
Активные мероприятия — открытые или тайные специфические операции (мероприятия) разведывательных органов или служб, имеющие целью оказания выгодного влияния на представляющие интерес области политической жизни стран, их внешнюю политику, решение международных проблем, на введение противника в заблуждение, подрыв и ослабление его позиций, срыв его замыслов и достижение других целей.
Одной из целей активных мероприятий является воздействие на общественное мнение особенно других стран, а также на действия отдельных лиц, государственных и общественных организаций. В Советском Союзе такие мероприятия осуществляла Служба А Первого Главного управления КГБ, работавшего в тесном контакте с Международным отделом ЦК КПСС.
В контрразведке под активными мероприятиями понимаются «мероприятия по созданию агентурных позиций в лагере противника и его окружении, ведению оперативных игр с противником, по дезинформированию, компрометации и разложению сил противника, выводу на территорию  лиц, представляющих оперативный интерес, по добыванию разведывательной информации и так далее».
В качестве примера использования активных мероприятий российскими спецслужбами можно привести возможное, по утверждению ЦРУ, вмешательство российской разведки в предвыборную гонку в США 2016 года, когда утечка закрытых материалов Демократической партии могла повлиять на исход выборов.

## Советские спецорганы
В утверждённой в 1974 году так называемой «Разведывательной доктрине» задачи ПГУ КГБ в части «активных мероприятий» определялись следующим образом:

В области активных операций проводит мероприятия, способствующие:

— решению внешнеполитических задач Советского Союза;

— разоблачению и срыву идеологических диверсий противника против СССР и социалистического содружества;

— консолидации международного коммунистического движения, усилению национально-освободительной, антиимпериалистической борьбы;

— росту экономической и научно-технической мощи Советского Союза;

— разоблачению военных приготовлений враждебных СССР государств;

— дезинформации противника относительно подготавливаемых или проводимых СССР внешнеполитических, военных и разведывательных акций, состояния военного, экономического и научно-технического потенциала страны;

— компрометации наиболее опасных антикоммунистических и антисоветских деятелей, злейших врагов Советского государства.
При проведении активных операций разведки, в зависимости от конкретных условий, использовать не только свои силы, специфические средства и методы, но и возможности КГБ в целом, других советских учреждений, ведомств и организаций, а также вооруженных сил.

Для осуществления активных мероприятий в СССР применялись следующие методы:
- поддержка просоветских сил (коммунистические партии и некоторые другие левые партии в странах Запада, движение за мир). Такая поддержка дружественных сил осуществлялась страной и открыто;
- операции по оказанию политического воздействия через лиц, скрывающих свои связи с разведкой или ничего не подозревающих, однако играющих активную роль в правительственных, политических, деловых, профсоюзных, научно-образовательных кругах своих стран, а также в прессе (агенты влияния)[a];
- дезинформация для введения в заблуждение общественного мнения или государственных деятелей, дискредитации отдельных лиц, организаций и политики вражеских стран и их союзников.

### Примеры операций
Операция «Тукан»
Во второй половине 70-х КГБ совместно с кубинской спецслужбой ДГИ была проведена многолетняя операция «Тукан», направленная на дискредитацию правительства Аугусто Пиночета в Чили. В ходе операции в западных средствах массовой информации (в частности, в американской газете New York Times) были опубликованы десятки статей, отрицательно освещающих преследование политических противников режимом Пиночета и обеляющих ситуацию с соблюдением прав человека на Кубе. В статьях использовались документы, предоставленные КГБ .
В индийской прессе
В Индии, где резидентура КГБ была крупнейшей за пределами СССР в 1970—80-е годы, советские спецслужбы «подкармливали» десять газет и одно информационное агентство. Резидент КГБ в Индии Л. В. Шебаршин, впоследствии ставший главой Первого главного управления КГБ, в своих воспоминаниях писал: «Рука ЦРУ ощущалась и в публикациях некоторых индийских газет. Мы, разумеется, платили той же монетой». 
На поддержку партии И. Ганди и антиамериканскую пропаганду в Индии комитетом было потрачено свыше десяти миллионов американских долларов. Чтобы убедить индийское правительство в происках США, КГБ фабриковал фальшивки под видом документов ЦРУ. Согласно отчётам советской резидентуры в Индии, в 1972 году для публикации в индийской печати из средств КГБ было профинансировано около четырёх тысяч угодных советским органам государственной безопасности статей; в 1975 году эта цифра выросла до пяти тысяч.
Вирус СПИДа
Через индийские газеты КГБ распространял слухи о том, что вирус СПИДа был создан в секретной американской военной лаборатории Форт-Детрик. По мнению американского историка Томаса Богхардта:

Распространение дезинформации о вирусе СПИДа было одним из самых известных и успешных примеров работы КГБ в ходы холодной войны

Убийство Кеннеди
Вскоре после убийства президента Кеннеди агенты КГБ стали распространять версию о том, что к нему было причастно ЦРУ. На деньги КГБ в США была издана книга[какая?] о таком заговоре.
Убийства детей
В 1980-е годы КГБ через подконтрольные латиноамериканские СМИ распространяли ложные сведения о том, что американцы якобы занимаются усыновлением сирот в Южной Америке с целью изъятия у них органов для пересадки.

## Зарубежные спецорганы
Хотя термин «активные мероприятия» не используется западными спецслужбами, многие операции зарубежных разведок соответствуют данному определению. Вещание радиостанций Свобода, Голос Америки, по мнению некоторых российских авторов, — были активными мероприятиями западных спецслужб, направленными против СССР.
- Операция «Мангуст» была разработана ЦРУ в первые годы пребывания в должности президента США Джона Ф. Кеннеди[c]. Операция «Мангуст» была секретной программой пропаганды, психологической войны и диверсии против Кубы для отстранения коммунистов от власти. В рамках данной операции готовилось также физическое устранение Фиделя Кастро.
- Операция «Пересмешник»: операция ЦРУ по воздействию на СМИ началась в 1950-х годах. Была инициированная Кордом Мейером и Алленом В. Даллесом. Организация вовлекала ведущих американских журналистов в сетевую деятельность по внедрению взглядов ЦРУ, основывая студенческие, культурные организации и журналы, используя их в качестве прикрытия. По мере своего развития начиналось вовлечение иностранных СМИ и политических организаций, в дополнение деятельности других подразделений ЦРУ.